# Sequin in a Blue Room
Sequin in a Blue Room je australský hraný film z roku 2019, který režíroval Samuel Van Grinsven podle vlastního scénáře. Snímek měl světovou premiéru na Mezinárodním filmovém festivalu v Sydney dne 14. června 2019.

## Děj
Šestnáctiletý Sequin bydlí v Sydney se svým otcem. Upřednostňuje anonymní a jednorázová sexuální setkání před vážným a smysluplným vztahem. Sequin se seznamuje se svými známostmi na jednu noc prostřednictvím seznamovací aplikace a po jejich sexuálním styku je zablokuje, aby zůstal emocionálně oddělený. To se ale změní, když dojde k setkání s B, mnohem starším ženatým mužem, který se Sequinem stane posedlý, a chce se s ním znovu setkat. Mezitím ho ve škole spolužák Tommy, který je do něj zamilovaný, pozve na tradiční rande, což Sequin přijme. Když Sequina pozve D na skupinovou sex party v tajemném Modrém pokoji, B si ho tam všimne a začne ho pronásledovat. Zachrání ho Edward, se kterým má pak sex. Bezprostředně poté Edward odejde a řekne Sequinovi, aby ho našel, ale ten o něm nic neví a tak se ho rozhodne vystopovat. Kvůli sexparty Sequin zapomene na rande s Tommym. Další den se spojí s B a má s ním znovu sex, aby mu ukradl telefon, protože hledá stopy o Modrém pokoji. Ale poté, co jeho žena stále volá na telefon, který má nyní Sequin, B začne Sequina pronásledovat a pronásledovat ho, aby mu telefon vrátil. Později Sequin najde v telefonu nějaké kontakty, které ho přivedou k setkání s drag queen Virginií, se kterou se nakonec spřátelí. Sequin nepřijde v noci domů, což naštve i jeho tolerantního otce, který mu pošle zprávu, ať se už domů nevrací. Vrátí se do Modrého pokoje na základě falešných informací o tom, že zde může najít Edwarda, ale když dorazí, přepadne ho B, který ho surově zbije. Protože nemá kam jít, vrací se k Virginii, která mu ošetří rány. Virginia zjistí, jak najít Edwarda, ale když ho Sequin následuje domů, zjistí, že Edward už má vztah. Nakonec se usmíří s otcem a vrátí se domů. Pozve Tommyho, aby se spolu dívali na film Twilight.

## Obsazení
| Conor Leach           | Sequin   |
| Simon Croker          | Tommy    |
| Anthony Brandon Wong  | Virginia |
| Jeremy Lindsay Taylor | otec     |
| Samuel Barrie         | Edward   |
| Joshua Shediak        | A        |
| Ed Wightman           | B        |
| Patrick Cullen        | C        |
| Damian de Montemas    | D        |
| Tsu Shan Chambers     | učitelka |
| Darren Kumar          | Henry    |
| Nancy Denis           | Ari      |